# Leurs secrets du bonheur
 (décembre 2011).

Leurs secrets du bonheur est une émission de télévision française diffusée à partir du 15 novembre 2011 sur France 2 et présentée par Frédéric Lopez, qui est également à l'origine du concept. Le principe est de s'appuyer sur des études scientifiques pour mieux comprendre ce qu'est le bonheur et comment agir sur notre niveau de bonheur. 
L’animateur fait également témoigner celles et ceux qui souhaitent transmettre au public leurs propres secrets du bonheur.
Le consultant scientifique principal de l'émission est Ilios Kotsou, chercheur en psychologie des émotions à l’Université Catholique de Louvain (Belgique) et collaborateur de la Louvain School of Management.
Pour chaque émission, au moins une célébrité est invitée pour commenter et participer aux différentes expériences proposées par les scientifiques, lesquelles permettent de mieux comprendre le fonctionnement des émotions ou proposent des exercices simples pour augmenter le niveau de bonheur. 
Prévue pour être mensuelle et diffusée en prime time à 20 h 35, l'émission s'arrête après seulement trois diffusions, faute d'audience.

## Émissions diffusées
| Date             | Célébrités invitées                                    |
| ---------------- | ------------------------------------------------------ |
| 15 novembre 2011 | Florence Foresti                                       |
| 20 décembre 2011 | Franck Dubosc                                          |
| 7 février 2012   | Jean Reno, Michaël Youn, Anne Marivin et Maud Fontenoy |